# Kim Young-hoon
Kim Young-hoon (hangul: 김영훈, RR: Gim Yeong-hun), es un actor surcoreano.

## Biografía
Estudió en el departamento de teatro del Instituto de las Artes de Seúl.

## Carrera
Desde mayo del 2017 es miembro de la agencia "Red Line Entertainment" (레드라인엔터테인먼트).
El 23 de julio del 2004 se unió al elenco secundario de la película He Was Cool donde dio vida a Kim Hyun-sung, el mejor amigo de Ji Eun-sung (Song Seung-heon).
El 24 de septiembre del 2009 se unió al elenco recurrente de la película Closer to Heaven donde interpretó a Kwan-young, uno de los amigos de Baek Jong-woo (Kim Myung-min). 
El 9 de febrero del 2012 se unió al elenco secundario de la película Howling donde dio vida al exesposo de la detective Cha Eun-young (Lee Na-young).
En febrero del 2013 se unió al elenco recurrente de la serie That Winter, the Wind Blows donde interpretó a Lee Myung-ho, el ex-prometido de Oh Young (Song Hye-kyo).
En julio del 2014 se unió al elenco recurrente de la serie Fated to Love You (también conocida como "You Are My Destiny") donde dio vida al despreciable y cobarde Min Byung-chul, un joven abogado del bufete donde trabajaba Kim Mi-young (Jang Na-ra) a quien humilla.
En noviembre del mismo año se unió al elenco recurrente de la serie Pinocchio donde interpretó a Lee Il-joo, un miembro de "MSC Newsroom".
En febrero del 2016 se unió al elenco principal de la serie Yeah, That's How It Is donde interpretó a Na Hyun-woo, el esposo de Yoo Se-hee (Yoon So-yi).
En octubre del 2017 se unió al elenco recurrente de la serie Mad Dog donde dio vida a Kim Bum-joon, el copiloto del vuelo Vuelo 801 y el hermano mayor de Kim Min-joon (Woo Do-hwan).
En marzo del 2019 se unió al elenco recurrente de la serie Confession donde interpretó al asambleísta Park Shi-kang.
En julio del mismo año se unió al elenco recurrente de la serie Doctor John donde dio vida a Han Myeong-oh, un abogado que se especializa en asuntos médicos así como el asesor legal del hospital Hanse.
En abril del 2020 se unió al elenco de la serie When My Love Blooms (también conocida como "The Most Beautiful Moment in Life") donde interpretó al abogado Lee Se-hoon, el exesposo de Yoon Ji-soo (Lee Bo-young), quien a pesar de hacer todo lo posible para ganar de nuevo su corazón, siempre terminan en desacuerdo, lo que causa fricción en su relación.

## Filmografía

### Series de televisión
| Año     | Título                      | Personaje               | Notas                         | Ref.         |
| ------- | --------------------------- | ----------------------- | ----------------------------- | ------------ |
| 2001    | Wonderful Days              | -                       |                               |              |
| 2004    | New Human Market            | -                       |                               |              |
| 2006    | Spring Waltz                | -                       |                               |              |
| 2009    | You're Beautiful            | Asistente del Pdte. Ahn |                               |              |
| 2010    | Home Sweet Home             | Asistente Kim           |                               |              |
| 2011    | Detectives in Trouble       | Ji Young-ho             |                               |              |
| 2011    | That Man is There           | Choi Joon-yong          | Drama Special Season 2, 1 ep. |              |
| 2011    | Strawberry Ice Cream        | Kwon Ki-jung            | Drama Special Season 2, 1 ep. | [ 6 ]        |
| 2011    | Kimchi Family               | Oh Hae-joon             | 24 episodios                  |              |
| 2012    | Bridal Mask                 | Camarada Park           |                               |              |
| 2012    | Rascal Sons                 | Kang Jin                |                               |              |
| 2012    | The Sons                    | Lee Myung-ho            |                               |              |
| 2012    | Culprit Among Friends       | Do-hyun                 | Drama Special Season 3, 1 ep. |              |
| 2013    | That Winter, the Wind Blows | Lee Myung-ho            |                               |              |
| 2013    | Ugly Alert                  | Lee Han-seo             |                               | [ 7 ]        |
| 2014    | Fated to Love You           | Min Byung-chul          |                               |              |
| 2014    | A New Leaf                  | Lee Woo-young           |                               |              |
| 2014    | Ugly Love                   | Jang Young-chul         | Drama Special Season 5, 1 ep. |              |
| 2014    | Guitars and Hot Pants       | Seung-pil               | Drama Festival 2014, 1 ep.    |              |
| 2014-15 | Pinocchio                   | Lee Il-joo              |                               |              |
| 2015    | Falling for Innocence       | Fiscal Park             | Ep. 1                         |              |
| 2015    | Divorce Lawyer in Love      | Han Dae-man             |                               |              |
| 2015    | Love of Eve                 | Moon Hyun-soo           |                               |              |
| 2016    | Yeah, That's How It Is      | Na Hyun-woo             | 54 episodios                  |              |
| 2017    | Mad Dog                     | Kim Bum-joon            |                               |              |
| 2018    | The Beauty Inside           | Choi Ki-ho              |                               |              |
| 2019    | Confession                  | Park Shi-kang           |                               |              |
| 2019    | Doctor John                 | Han Myeong-oh           |                               |              |
| 2020    | When My Love Blooms         | Lee Se-hoon             |                               |              |
| 2020    | Mom Has an Affair           | Ha Yeol-do              |                               |              |
| 2022    | Again My Life               | Kim Jin-woo             |                               |              |
| 2023    | Battle for Happiness        | Lee Tae-ho              |                               | [ 8 ]        |
| 2023    | Longing for You             | Lee Sang-geun           |                               | [ 9 ] [ 10 ] |

### Películas
| Año  | Título                                       | Personaje                | Notas                                                                                      |
| ---- | -------------------------------------------- | ------------------------ | ------------------------------------------------------------------------------------------ |
| 2001 | Guns & Talks                                 | Agente 3                 | Junto a Shin Hyun-joon, Won Bin, Shin Ha-kyun, Jung Jae-young y Jung Jin-young             |
| 2004 | Low Life                                     | -                        | Junto a Jo Seung-woo, Kim Gyu-ri, Kim Hak-jun y Yoo Ha-jun                                 |
| 2004 | He Was Cool                                  | Kim Hyun-sung            | Junto a Song Seung-heon, Jung Da-bin, Lee Ki-woo, Lee Min-hyuk y Kim Bo-yeon               |
| 2006 | Art of Fighting                              | "Tiburón Blanco"         | Junto a Baek Yoon-sik, Jae Hee, Kim Eung-soo, Choi Yeo-jin, Park Won-sang y Park Ki-woong  |
| 2007 | Herb                                         | -                        | Junto a Kang Hye-jung, Bae Jong-ok, Jung Kyung-ho, Lee Mi-young y Lee Young-yoo            |
| 2008 | Beastie Boys (The Moonlight of Seoul)        | Tae-woo                  | Junto a Yoon Kye-sang, Jung Kyung-ho, Yoon Jin-seo, Ha Jung-woo, Ma Dong-seok y Kwon Yul   |
| 2009 | City of Damnation                            | Chef                     | Junto a Jung Joon-ho, Jung Woong-in, Jung Woon-taek, Kim Sang-joong y Han Go-eun           |
| 2009 | The Scam                                     | Secretario Nam           | Junto a Park Yong-ha, Kim Min-jung, Kim Mu-yeol, Park Hee-soon, Jo Deok-hyun y Jo Jae-yoon |
| 2009 | How to Live on Earth                         | Asistente del Parlamento |                                                                                            |
| 2009 | Closer to Heaven                             | Kwan-young               | Junto a Ha Ji-won, Kim Myung-min, Nam Neung-mi, Im Ha-ryong, Kim Young-pil y Choi Yo-han   |
| 2010 | Blades of Blood                              | Ejecutor                 | Junto a Hwang Jung-min, Cha Seung-won, Baek Sung-hyun, Han Ji-hye y Lee Dol-hyung          |
| 2011 | Heartbeat                                    | Esposo de Chae Yeon-hee  | Junto a Park Ha-young, Kim Yun-jin, Park Hae-il, Jung Da-hye, Park Ha-young y Kim Sang-ho  |
| 2011 | Detective K: el secreto de la viuda virtuosa | Sacerdote                | Junto a Kim Myung-min, Han Ji-min, Oh Dal-su, Lee Jae-yong, Woo Hyun y Ye Soo-jung         |
| 2011 | The Showdown                                 | Miembro del Ejército     | Junto a Park Hee-soon, Jin Goo, Ko Chang-seok, Kim Kap-soo y Jang Hee-jin                  |
| 2011 | Poongsan                                     | Miembro del Equipo 4     | Junto a Yoon Kye-sang, Kim Gyu-ri, Kim Jong-soo, Han Gi-jung y Choi Moo-sung               |
| 2011 | Yeosu                                        | -                        |                                                                                            |
| 2011 | My Secret Partner                            | Ingeniero de Audio       |                                                                                            |
| 2011 | Home Sweet Home                              | Tae-soo                  | Junto a Yoo Ae-kyung y Kim Beom-joon                                                       |
| 2011 | The Beast                                    | Jae-gyu                  | Junto a Jung Suk-won, Lee Eung-jae, Joo Hee-joong, Yoo Sang-jae y Yoon Bong-gil            |
| 2012 | Howling                                      | Exmarido de Eun-young    | Junto a Song Kang-ho, Lee Na-young, Kim Jong-goo, Nam Bo-ra y Lee Tae-ri                   |
| 2012 | The Weight                                   | -                        | Junto a Cho Jae-hyun, Park Ji-a, Lee Jun-hyeok, Ra Mi-ran, Ahn Ji-hye y Oh Seong-tae       |
| 2013 | Good Friends                                 | Yuuji                    | Junto a Lee Ji-hoon, Yeon Jung-hoon, Kazuki Kitamura, Choi Jung-won y Sung Hyuk            |
| 2015 | Revivre                                      | Jefe de Sección Jung     | Junto a Ahn Sung-ki, Kim Gyu-ri, Kim Ho-jung, Jeon Hye-jin, Yeon Woo-jin y Shin Young-jin  |

### Teatro
| Año  | Título        | Personaje | Notas |
| ---- | ------------- | --------- | ----- |
| 2003 | Hamlet (햄릿) | -         |       |

### Anuncios
| Año  | Título                   | Notas |
| ---- | ------------------------ | ----- |
| 1999 | 캠브리지 멤버스          |       |
| 2004 | 롯데칠성음료 - 투인 러브 |       |
| 2004 | SK텔레콤                 |       |

### Aparición en videos musicales
| Año  | Artista                | Canción    | Notas |
| ---- | ---------------------- | ---------- | ----- |
| 2004 | Park Sang-min (박상민) | "해바라기" |       |